# Joséphine de Belgique (1870-1871)
Ne doit pas être confondue avec Joséphine de Belgique (1872-1958)
Joséphine Marie Stéphanie Victoire de Belgique, princesse de Saxe-Cobourg et Gotha et duchesse de Saxe, née à Bruxelles, le 30 novembre 1870 où elle est morte le 18 janvier 1871 est une princesse de Belgique. Elle est la seconde fille de Philippe, comte de Flandre (frère du roi Léopold II) et de la comtesse de Flandre, Marie de Hohenzollern-Sigmaringen. Elle est la sœur jumelle d'Henriette de Belgique et la sœur aînée d'Albert Ier roi des Belges.

## Biographie
Née à Bruxelles au palais de ses parents, le 30 novembre 1870, elle reçoit les prénoms de Joséphine Marie Stéphanie Victoire. Elle meurt à Bruxelles le 18 janvier 1871.
En sa mémoire, le comte et la comtesse de Flandre prénommeront, également, leur enfant suivant Joséphine, qui naît le 18 octobre 1872.
Son corps repose dans la crypte royale de Laeken, où gisent les souverains belges et plusieurs membres de la famille royale, à côté de ses parents et de son frère.

## Ascendance

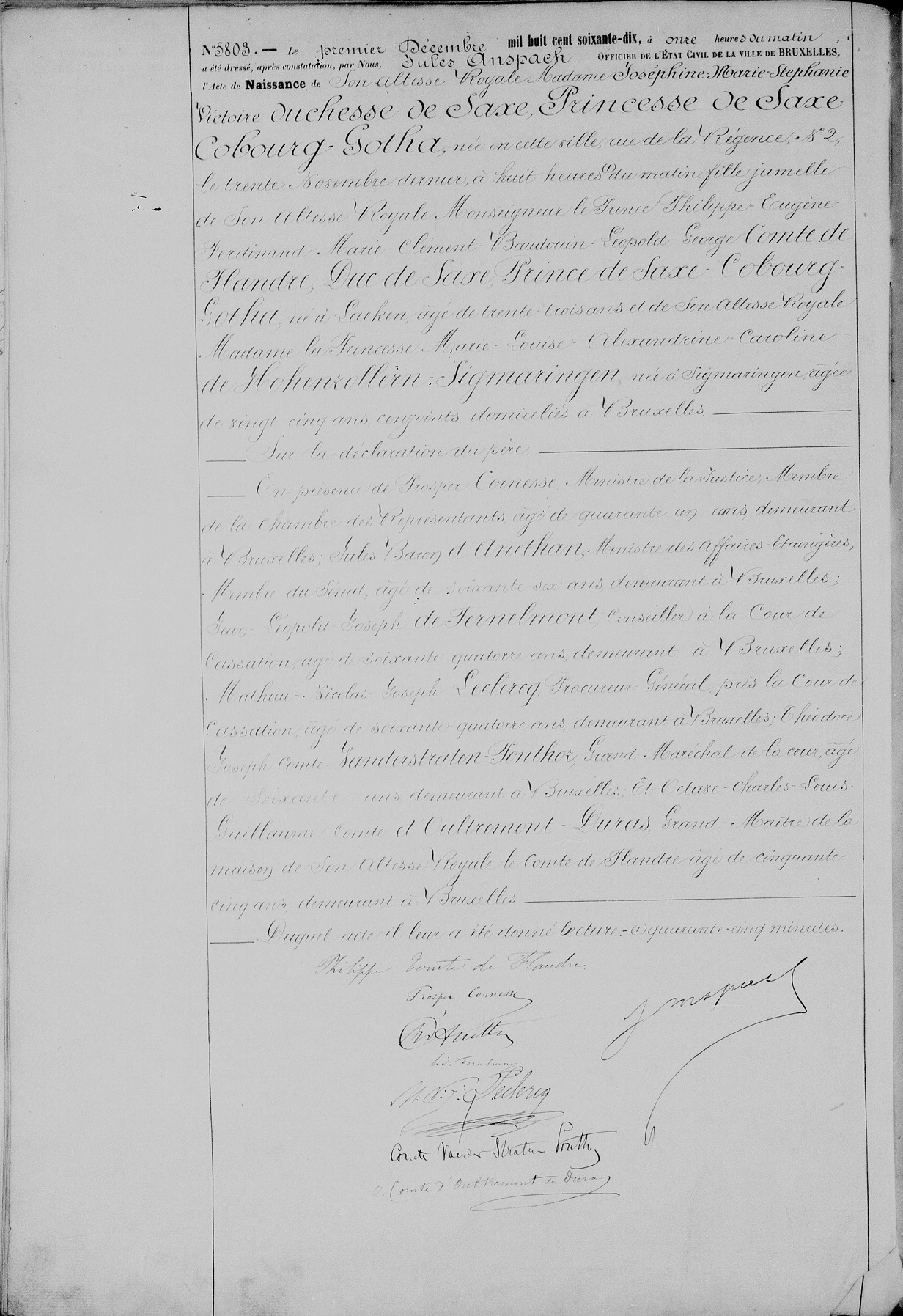
Acte de naissance (1870)
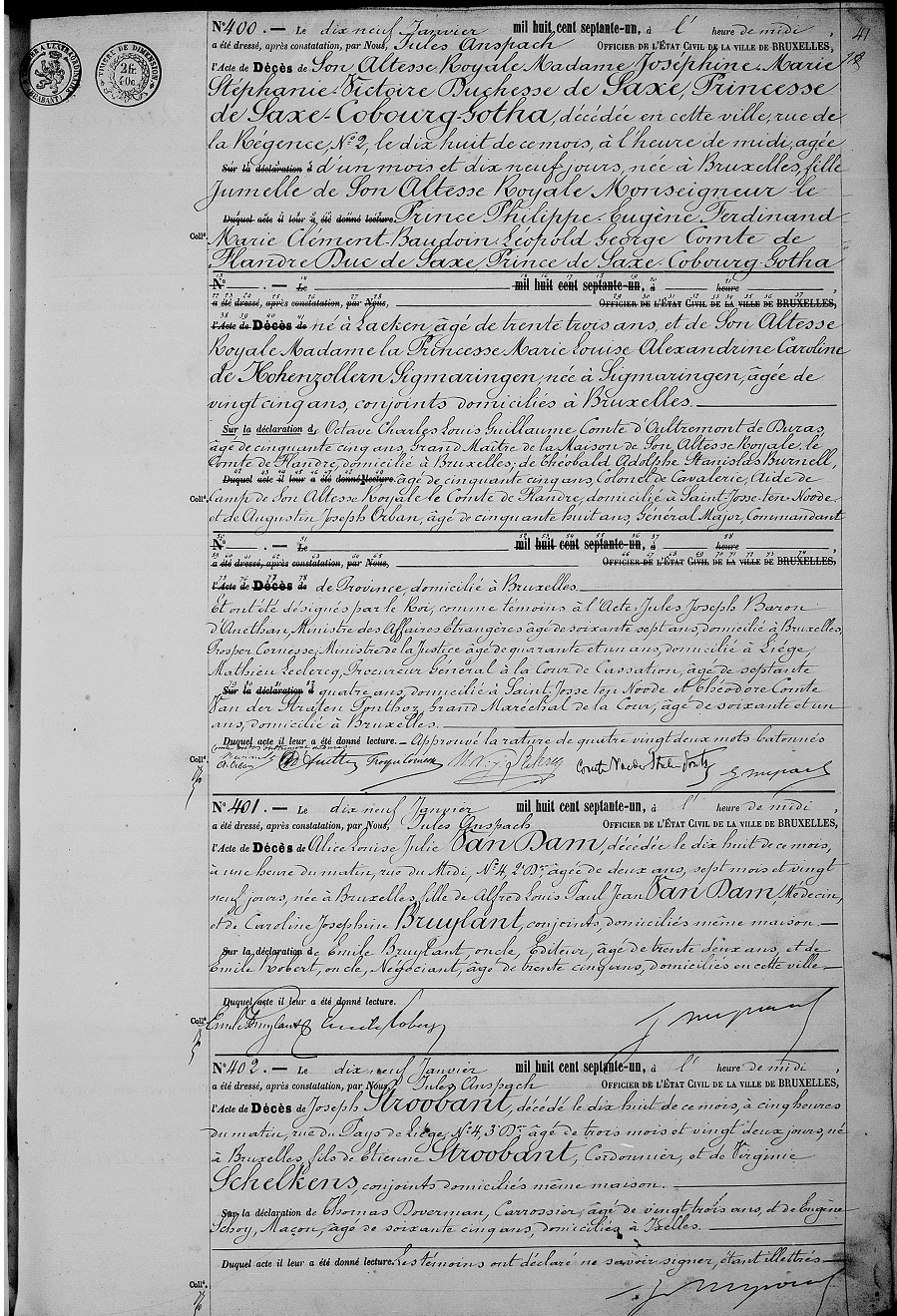
Acte de décès (1871)
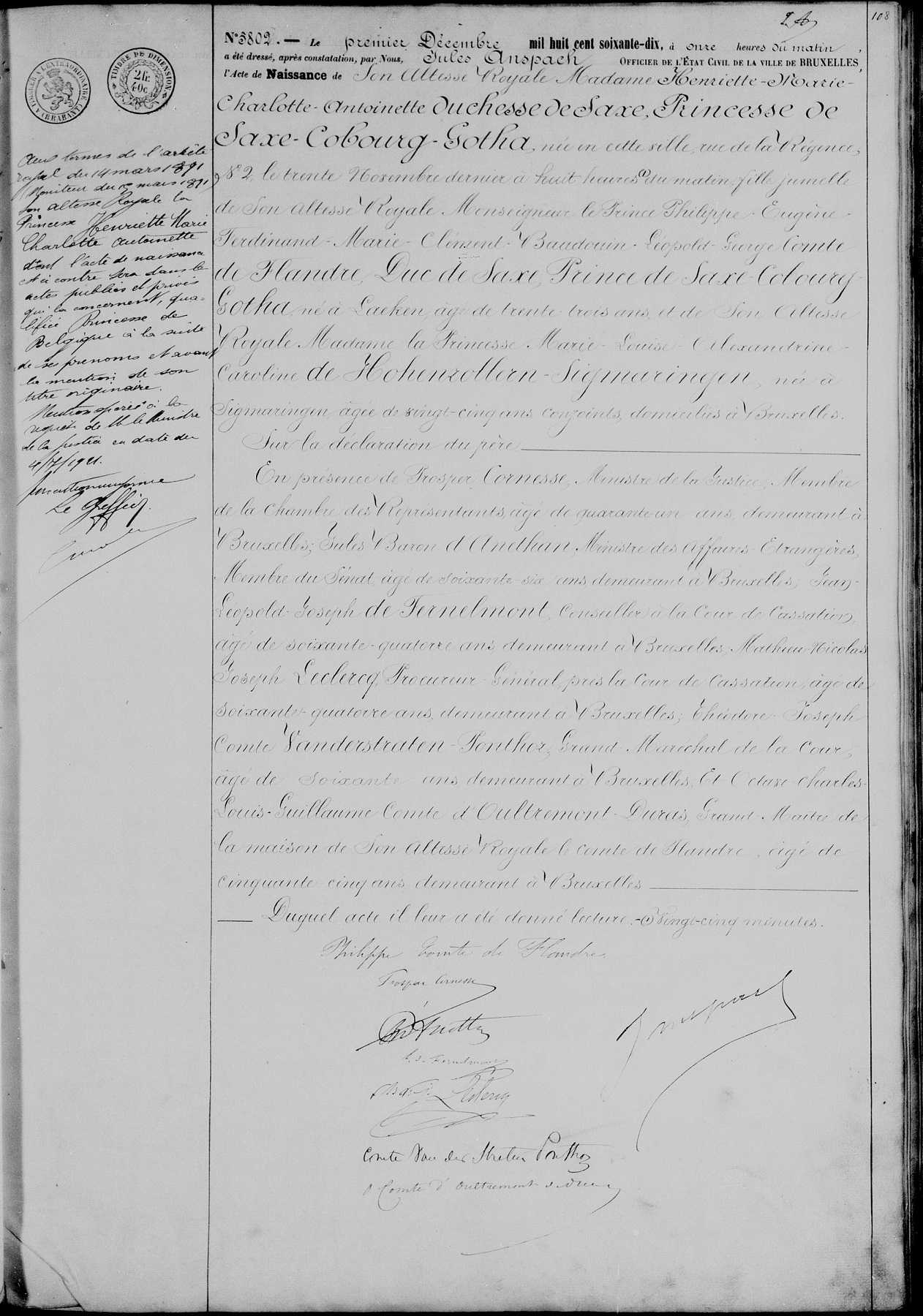
Acte de naissance de sa jumelle (1870)